# Trójkąt (singel Fagaty)
Trójkąt – singel polskiej raperki Fagaty, Natalisy i Sentino, który został wydany 7 marca 2025 wydaniem własnym za pośrednictwem MUGO.
Nagranie zostało odsłuchane ponad 4 mln razy na Spotify oraz ponad 760 tys. na YouTube Music.

## Geneza i historia wydania
Utwór został napisany oraz wykonany przez Agatę Fąk, Sebastiana Enrique Alvareza oraz Natalię Sadowską. Natomiast za kompozycję, produkcję, miks, mastering odpowiada Syru.
Wydanie ukazało się w formacie digital download oraz w streamingu w Polsce 7 marca 2025. Za wydanie singla odpowiada Fagata, która wydała utwór jako artystka niezależna za pośrednictwem MUGO.

### Historia utworu
Pierwotna wersja „Trójkąta” została nagrana przez Fagatę i Diha, lecz więcej szczegółów nie ujawniono. Druga wersja utworu została nagrana w 2023 przez Fagatę, Young Leosię oraz Malika Montanę. Jednakże, z powodu konfliktów między artystami, utwór w tej wersji nie został oficjalnie wydany. Trzecia wersja singla, podpisana jako oryginalna, została wydana wraz z Sentino i Natalisą.

## Kontrowersje
Druga wersja singla, z Malikiem Montaną oraz Young Leosią, wyciekła do internetu w 2024 niedługo po tym, jak Nitro udostępnił na transmisji na żywo 10-sekundowy fragment utworu. Fagata chciała, aby utwór został wydany oraz zaznaczyła, że ten singel jest najlepszym w karierze Leosi. Początkowo spekulowano, że wydanie się nie ukarze przez wizerunek Agaty, który jest kontrowersyjny oraz to było powodem wstrzymania publikacji przez kierownictwo BE Records. Sara odniosła się do całej sytuacji, tłumacząc, że są utwory, którymi się początkowo bardzo ekscytowała, lecz nie zostały wydane przez fakt, że w późniejszym czasie przestały się podobać artystce, sugerując, że do takich utworów należy „Trójkąt”. Fagata niedługo później udostępniła zrzut ekranu, na którym widać, że utwór pierwotnie został wstrzymany przez współpracę charytatywną Young Leosi, której Agata nie widziała, sugerując, że Sara i kierownictwo BE Records kłamało. W międzyczasie Kacper Błoński, obecny w tym momencie partner raperki, przyznał się do zablokowania utworu, do czego Sara się nie odniosła.

## Lista utworów
- Digital download[4]

1. „Trójkąt” – 2:11

## Twórcy
Opracowano na podstawie materiałów źródłowych.
- Fagata – wokal, tekst
- Sentino – wokal, tekst
- Natalisa – wokal, tekst
- Syru – produkcja, kompozycja, miks, mastering